# 日医リース
株式会社日医リース（にちいリース、nichii-lease）とは日本の医療器具賃貸業者。

## 概要
- 日医リースは医療器具の賃貸などで日本中の病院などと取引をしている。
  - 設立 1970年（昭和45年）6月10日
  - 資本金 1億円（2023年（令和5年）3月末日現在）
  - 代表者 代表取締役社長　野﨑　進
  - 従業員数 174名（2023年（令和5年）3月末日現在）
  - 主要株主 三菱HCキャピタル株式会社

## 営業拠点
全国の営業拠点を記す。

### 支店
- 盛岡支店
- 仙台支店
- 北関東支店
- 東京支店
- 金沢支店
- 静岡支店
- 名古屋支店
- 大阪支店
- 中四国支店
- 福岡支店
- 北九州支店
- 長崎支店
- 熊本支店
- 大分支店
- 宮崎支店
- 鹿児島支店

### 営業所
- 青森営業所
- 郡山営業所
- 新潟営業所